# Plochilia perrieri
Plochilia perrieri är en skalbaggsart som beskrevs av Leon Fairmaire 1899. Plochilia perrieri ingår i släktet Plochilia och familjen Cetoniidae. Inga underarter finns listade i Catalogue of Life.